# Tour de Pologne féminin 2016
La 1re édition du Tour de Pologne féminin a eu lieu du 19 au 20 juillet 2016. Elle fait partie du Calendrier international féminin UCI 2016 en catégorie 2.2.

## Étapes
Ce Tour de Pologne est constitué de trois étapes représentant un parcours de 182 kilomètres à parcourir. La deuxième étape est un contre-la-montre individuel.

## Liste des participants
- Liste de départ complète

| Aromitalia Vaiano VAI                | Aromitalia Vaiano VAI | Aromitalia Vaiano VAI |
| ------------------------------------ | --------------------- | --------------------- |
| Num                                  | Coureur               | Pos                   |
| 1                                    | Rasa Leleivyte (LTU)  | 6e                    |
| 2                                    | Lisa De Ranieri (ITA) |                       |
| 3                                    | Elena Franchi (ITA)   | 24e                   |
| 4                                    | Lija Laizāne (LVA)    | 30e                   |
| 5                                    | Alessia Martini (ITA) | 56e                   |
| 6                                    | Nicole Nesti (ITA)    | 28e                   |
| Directeurs sportifs : Matteo Ferrari |                       |                       |

| Top Girls Fassa Bortolo TOG           | Top Girls Fassa Bortolo TOG | Top Girls Fassa Bortolo TOG |
| ------------------------------------- | --------------------------- | --------------------------- |
| Num                                   | Coureur                     | Pos                         |
| 11                                    | Nicole Dal Santo (ITA)      | 36e                         |
| 12                                    | Elena Leonardi (ITA)        | 51e                         |
| 13                                    | Sara Mariotto (ITA)         | 58e                         |
| 15                                    | Soraya Paladin (ITA)        | 7e                          |
| 16                                    | Nadia Quagliotto (ITA)      | 33e                         |
| Directeurs sportifs : Massimo Cisotto |                             |                             |

| BTC City Ljubljana BTC              | BTC City Ljubljana BTC | BTC City Ljubljana BTC |
| ----------------------------------- | ---------------------- | ---------------------- |
| Num                                 | Coureur                | Pos                    |
| 21                                  | Polona Batagelj (SLO)  | 8e                     |
| 22                                  | Urška Žigart (SLO)     | 43e                    |
| 24                                  | Flavia Oliveira (BRA)  | 2e                     |
| 25                                  | Tanja Elsner (SLO)     | 57e                    |
| Directeurs sportifs : Martin Krasek |                        |                        |

| Pologne POL                        | Pologne POL              | Pologne POL |
| ---------------------------------- | ------------------------ | ----------- |
| Num                                | Coureur                  | Pos         |
| 31                                 | Ewelina Szybiak (POL)    | 14e         |
| 32                                 | Aurela Nerlo (POL)       | 21e         |
| 33                                 | Dorota Przęzak (POL)     | 45e         |
| 34                                 | Natalia Mielnik (POL)    |             |
| 35                                 | Patrycja Lorkowska (POL) | 59e         |
| 36                                 | Monika Żur (POL)         | 18e         |
| Directeurs sportifs : Mariuz Mazur |                          |             |

| Suisse SWI                          | Suisse SWI               | Suisse SWI |
| ----------------------------------- | ------------------------ | ---------- |
| Num                                 | Coureur                  | Pos        |
| 41                                  | Corina Gantenbein (SUI)  | 11e        |
| 42                                  | Alessandra Keller (SUI)  | 17e        |
| 43                                  | Nicole Koller (SUI)      | 13e        |
| 44                                  | Jolanda Neff (SUI)       | 1er        |
| 45                                  | Kathrin Stirnemann (SUI) | 25e        |
| Directeurs sportifs : Edmund Telser |                          |            |

| Ukraine UKR                             | Ukraine UKR               | Ukraine UKR |
| --------------------------------------- | ------------------------- | ----------- |
| Num                                     | Coureur                   | Pos         |
| 51                                      | Valeriya Kononenko (UKR)  | 40e         |
| 52                                      | Tetiana Riabchenko (UKR)  | 3e          |
| 53                                      | Ievgenia Vysotska (UKR)   | 5e          |
| 54                                      | Olha Shekel (UKR)         | 31e         |
| 55                                      | Khrystyna Radionova (UKR) | 34e         |
| 56                                      | Maryna Ivaniuk (UKR)      | 27e         |
| Directeurs sportifs : Roman Tkachivskyi |                           |             |

| Kazakhstan KAZ                          | Kazakhstan KAZ              | Kazakhstan KAZ |
| --------------------------------------- | --------------------------- | -------------- |
| Num                                     | Coureur                     | Pos            |
| 61                                      | Makhabbat Umutzhanova (KAZ) | 49e            |
| 62                                      | Zhanuya Seitova (KAZ)       | Abd            |
| 63                                      | Tatyana Geneleva (KAZ)      | 16e            |
| 64                                      | Faina Potapova (KAZ)        | 35e            |
| 65                                      | Viktoriya Pastarnak (KAZ)   | 44e            |
| 66                                      | Natalya Sokovnina (KAZ)     | 29e            |
| Directeurs sportifs : Alexandr Kiubayev |                             |                |

| Slovaquie SVK                       | Slovaquie SVK              | Slovaquie SVK |
| ----------------------------------- | -------------------------- | ------------- |
| Num                                 | Coureur                    | Pos           |
| 71                                  | Janka Keseg Stevkova (SVK) | 23e           |
| 72                                  | Andrea Juhasova (SVK)      | 38e           |
| 73                                  | Zuzana Juhasova (SVK)      | 52e           |
| 74                                  | Livia Hanesova (SVK)       |               |
| 75                                  | Tatiana Jasekova (SVK)     | 55e           |
| Directeurs sportifs : Daniel Klucik |                            |               |

| Unicov Mix Team UNI                   | Unicov Mix Team UNI             | Unicov Mix Team UNI |
| ------------------------------------- | ------------------------------- | ------------------- |
| Num                                   | Coureur                         | Pos                 |
| 82                                    | Tereza Gargelová (CZE)          | 46e                 |
| 83                                    | Adriana Klimkova (CZE)          |                     |
| 84                                    | Denisa Mináriková-Švecová (CZE) | 53e                 |
| 85                                    | Aneta Rotterová (CZE)           | Abd                 |
| 86                                    | Elena Vaníčková (CZE)           |                     |
| Directeurs sportifs : Ivo Hermanovski |                                 |                     |

| Mróz-Colnago Jedynka UKS            | Mróz-Colnago Jedynka UKS | Mróz-Colnago Jedynka UKS |
| ----------------------------------- | ------------------------ | ------------------------ |
| Num                                 | Coureur                  | Pos                      |
| 91                                  | Weronika Humelt (POL)    | Abd                      |
| 92                                  | Sabina Napieralska (POL) | 50e                      |
| 93                                  | Nikol Płosaj (POL)       | 22e                      |
| 94                                  | Kamila Płoszczyca (POL)  | DNS                      |
| 95                                  | Alicja Ratajczak (POL)   | 9e                       |
| 96                                  | Viktoria Zeglen (POL)    |                          |
| Directeurs sportifs : Robert Taciak |                          |                          |

| TKK Pacific Nestle Fitness CYC PAC       | TKK Pacific Nestle Fitness CYC PAC | TKK Pacific Nestle Fitness CYC PAC |
| ---------------------------------------- | ---------------------------------- | ---------------------------------- |
| Num                                      | Coureur                            | Pos                                |
| 101                                      | Martyna Klekot (POL)               | 12e                                |
| 102                                      | Patrycja Dąbrowska (POL)           | 54e                                |
| 103                                      | Klaudia Radziszewska (POL)         | 26e                                |
| 104                                      | Karolina Perekitko (POL)           | 41e                                |
| 105                                      | Katarzyna Brewińska (POL)          | 47e                                |
| Directeurs sportifs : Leszek Szyszkowski |                                    |                                    |

| MAT Atom Sobótka-MIX MAT               | MAT Atom Sobótka-MIX MAT         | MAT Atom Sobótka-MIX MAT |
| -------------------------------------- | -------------------------------- | ------------------------ |
| Num                                    | Coureur                          | Pos                      |
| 111                                    | Paulina Brzeźna-Bentkowska (POL) | 4e                       |
| 112                                    | Monika Brzeźna (POL)             | 10e                      |
| 113                                    | Katarzyna Wilkos (POL)           | 20e                      |
| 114                                    | Marta Lach (POL)                 | 19e                      |
| 115                                    | Łucja Pietrzak (POL)             |                          |
| 116                                    | Agnieszka Bacińska (POL)         | 42e                      |
| Directeurs sportifs : Paweł Bentkowski |                                  |                          |

| Planet X/BO-GO-Szczecin-M BOG       | Planet X/BO-GO-Szczecin-M BOG | Planet X/BO-GO-Szczecin-M BOG |
| ----------------------------------- | ----------------------------- | ----------------------------- |
| Num                                 | Coureur                       | Pos                           |
| 121                                 | Aušrinė Trebaitė (LTU)        | 37e                           |
| 122                                 | Paula Gorycka (POL)           | 48e                           |
| 123                                 | Roos Hoogeboom (NED)          | 32e                           |
| 124                                 | Karolina Karasiewicz (POL)    |                               |
| 125                                 | Edita Mazurevičiūtė (LTU)     | 32e                           |
| 126                                 | Anastasia Safonava (BLR)      |                               |
| Directeurs sportifs : Bogdan Godras |                               |                               |

| Dukla - MIX DUK                     | Dukla - MIX DUK           | Dukla - MIX DUK |
| ----------------------------------- | ------------------------- | --------------- |
| Num                                 | Coureur                   | Pos             |
| 131                                 | Pavla Havlíková (CZE)     | Abd             |
| 132                                 | Nikola Bajgerova (CZE)    | Abd             |
| 133                                 | Nikola Nosková (CZE)      | 15e             |
| 134                                 | Eva Pláničková (CZE)      | Abd             |
| 135                                 | Martina Mikulášková (CZE) | 39e             |
| Directeurs sportifs : Josef Kratina |                           |                 |

## Étapes
| Étape | Date       | Départ              | Arrivée             | Distance | Relief | Relief                | Vainqueur       | Leader       |
| ----- | ---------- | ------------------- | ------------------- | -------- | ------ | --------------------- | --------------- | ------------ |
| 1     | 19 juillet | Zakopane            | Zakopane            | 100 km   |        | Montagne              | Jolanda Neff    | Jolanda Neff |
| 2     | 20 juillet | Bukowina Tatrzańska | Bukovina Resort     | 4 km     |        | Contre-la-montre ind. | Flávia Oliveira | Jolanda Neff |
| 3     | 20 juillet | Bukovina Resort     | Bukowina Tatrzańska | 78 km    |        | Montagne              | Jolanda Neff    | Jolanda Neff |

## Déroulement de la course

### 1reétape
| Classement de la 1re étape | Classement de la 1re étape | Classement de la 1re étape | Classement de la 1re étape | Classement de la 1re étape |
|                            | Coureur                    | Pays                       | Équipe                     | Temps                      |
| -------------------------- | -------------------------- | -------------------------- | -------------------------- | -------------------------- |
| 1er                        | Jolanda Neff               | SUI                        | Suisse féminine            | en 3 h 3 min 7 s           |
| 2e                         | Flávia Oliveira            | SLO                        | BTC City Ljubljana         | + 1 min 31 s               |
| 3e                         | Rasa Leleivytė             | ITA                        | Aromitalia Vaiano          | + 2 min 16 s               |
| 4e                         | Tetyana Riabchenko         | UKR                        | Ukraine féminine           | m.t.                       |
| 5e                         | Ewelina Szybiak            | POL                        | Pologne féminine           | m.t.                       |
| modifier                   |                            |                            |                            |                            |

| Classement à l'issue de la 1re étape | Classement à l'issue de la 1re étape | Classement à l'issue de la 1re étape | Classement à l'issue de la 1re étape | Classement à l'issue de la 1re étape |
|                                      | Coureur                              | Pays                                 | Équipe                               | Temps                                |
| ------------------------------------ | ------------------------------------ | ------------------------------------ | ------------------------------------ | ------------------------------------ |
| 1er                                  | Jolanda Neff                         | SUI                                  | Suisse féminine                      | en 3 h 2 min 51 s                    |
| modifier                             |                                      |                                      |                                      |                                      |

### 2eétape
| Classement de la 2e étape | Classement de la 2e étape  | Classement de la 2e étape | Classement de la 2e étape | Classement de la 2e étape |
|                           | Coureur                    | Pays                      | Équipe                    | Temps                     |
| ------------------------- | -------------------------- | ------------------------- | ------------------------- | ------------------------- |
| 1er                       | Flávia Oliveira            | BRA                       | BTC City Ljubljana        | en 0 h 9 min 18 s         |
| 2e                        | Tetiana Riabczenko         | UKR                       | Ukraine féminine          | + 0 min 10 s              |
| 3e                        | Paulina Brzeźna-Bentkowska | POL                       | MAT Atom Sobótka          | + 0 min 18 s              |
| 4e                        | Jolanda Neff               | SUI                       | Suisse féminine           | + 0 min 26 s              |
| 5e                        | Ewelina Szybiak            | POL                       | Pologne féminine          | + 0 min 37 s              |
| modifier                  |                            |                           |                           |                           |

| Classement à l'issue de la 2e étape | Classement à l'issue de la 2e étape | Classement à l'issue de la 2e étape | Classement à l'issue de la 2e étape | Classement à l'issue de la 2e étape |
|                                     | Coureur                             | Pays                                | Équipe                              | Temps                               |
| ----------------------------------- | ----------------------------------- | ----------------------------------- | ----------------------------------- | ----------------------------------- |
| 1er                                 | Jolanda Neff                        | SUI                                 | Suisse féminine                     | en 3 h 12 min 35 s                  |
| modifier                            |                                     |                                     |                                     |                                     |

### 3eétape
| Classement de la 3e étape | Classement de la 3e étape  | Classement de la 3e étape | Classement de la 3e étape | Classement de la 3e étape |
|                           | Coureur                    | Pays                      | Équipe                    | Temps                     |
| ------------------------- | -------------------------- | ------------------------- | ------------------------- | ------------------------- |
| 1er                       | Jolanda Neff               | SUI                       | Suisse féminine           | en 2 h 24 min 46 s        |
| 2e                        | Flávia Oliveira            | BRA                       | BTC City Ljubljana        | + 0 min 2 s               |
| 3e                        | Tetyana Riabchenko         | UKR                       | Ukraine féminine          | + 1 min 10 s              |
| 4e                        | Paulina Brzeźna-Bentkowska | POL                       | MAT ATOM Sobótka          | + 2 min 2 s               |
| 5e                        | Ievgenia Vysotska          | UKR                       | Ukraine féminine          | + 4 min 26 s              |
| modifier                  |                            |                           |                           |                           |

| Classement à l'issue de la 3e étape | Classement à l'issue de la 3e étape | Classement à l'issue de la 3e étape | Classement à l'issue de la 3e étape | Classement à l'issue de la 3e étape |
|                                     | Coureur                             | Pays                                | Équipe                              | Temps                               |
| ----------------------------------- | ----------------------------------- | ----------------------------------- | ----------------------------------- | ----------------------------------- |
| 1er                                 | Jolanda Neff                        | SUI                                 | Suisse féminine                     | en 5 h 37 min 11 s                  |
| modifier                            |                                     |                                     |                                     |                                     |

## Classements finals

### Classement général final
| \| Classement général \| Classement général \| Classement général \| Classement général \| Classement général \| \| Coureuse \| Coureuse \| Pays \| Équipe \| Temps \| \| ------------------ \| ------------------ \| ------------------ \| ------------------ \| ------------------ \| \| 1re \| Jolanda Neff \| Suisse \| Servetto Footon \| \| \| 2e \| Flávia Oliveira \| Brésil \| \| \| \| 3e \| Tetyana Riabchenko \| Ukraine \| Inpa-Bianchi \| \| |                    |         |                 |       |
| |                    |         |                 |       |
| |                    |         |                 |       |
| Classement général |                    |         |                 |       |
| Coureuse | Coureuse           | Pays    | Équipe          | Temps |
| 1re | Jolanda Neff       | Suisse  | Servetto Footon |       |
| 2e | Flávia Oliveira    | Brésil  |                 |       |
| 3e | Tetyana Riabchenko | Ukraine | Inpa-Bianchi    |       |

## Évolution des classements
| Étape              | Vainqueur          | Classement général | Classement de la montagne | Classement des sprints | Classement par équipes |
| ------------------ | ------------------ | ------------------ | ------------------------- | ---------------------- | ---------------------- |
| 1                  | Jolanda Neff       | Jolanda Neff       | Jolanda Neff              | Jolanda Neff           | Suisse                 |
| 2                  | Flávia Oliveira    | Jolanda Neff       | Jolanda Neff              | Jolanda Neff           | Suisse                 |
| 3                  | Jolanda Neff       | Jolanda Neff       | Tetyana Riabchenko        | Jolanda Neff           | Suisse                 |
| Classements finals | Classements finals | Jolanda Neff       | Tetyana Riabchenko        | Jolanda Neff           | Suisse                 |